# Référentiel général d'interopérabilité
Le référentiel général d'interopérabilité (RGI) est un document décrivant un ensemble de normes et bonnes pratiques communes aux administrations publiques françaises dans le domaine informatique. Son élaboration a été conduite par la direction générale de la modernisation de l'État (DGME) à partir de 2006, puis par le secrétariat général pour la modernisation de l'action publique (SGMAP), remplacé par la direction interministérielle de la transformation publique (DITP) le 20 novembre 2017. 
Il existe aussi un Référentiel d’Interopérabilité et de sécurité des dispositifs médicaux numériques

## Histoire
Le RGI a été créé par l'article 11 de l’ordonnance no 2005-1516 du 8 décembre 2005, qui disposait que les conditions d'élaboration, d'approbation, de modification et de publication de ce référentiel feraient l'objet d'un décret. Alors que fin 2005 l'Adaé (Agence pour le développement de l'administration électronique) devait être intégrée dans la nouvelle DGME, une équipe de spécialistes de ces sujets était constituée pour mettre en œuvre la rédaction du RGI. 
Ce décret a été pris par le Premier ministre Dominique de Villepin le 2 mars 2007, qui permettait de constituer le Comité du RGI, organe chargé de la gouvernance et de l'évolution du RGI.
La version 1.0 datée du 12 mai 2009 a été publiée le 16 juin 2009 et approuvée officiellement le 9 novembre 2009.
La version 2.0 a été approuvée par l'arrêté du 20 avril 2016.

## Contenu
Le RGI est composé des éléments suivants :
- une note d'introduction au RGI,
- le volet d’organisation,
- le volet sémantique,
- le volet technique,
- Référentiel 2016 en PDF[7].

### Règles
Il établit des règles relatives :
- aux normes et standards techniques
- aux modèles de données
- aux nomenclatures
- aux bases de données référentes
- aux exigences fonctionnelles ou ergonomiques relatives aux services
- aux politiques de mise en œuvre de systèmes.

### Normalisation
Le RGI s'appuie sur la normalisation internationale et en particulier sur celles de l'ISO et de l'UIT.
Il s'appuie également sur les recommandations d'autres organismes, notamment :
- l'IETF (Internet Engineering Task Force) pour les standards Internet ;
- le W3C (World Wide Web Consortium) ;
- l'Ecma International - European association for standardizing information and communication systems ;
- l'OGC (Open Geospatial Consortium) pour les données géolocalisées
- l'OASIS (Organization for the Advancement of Structured Information Standards) ;
- l'UN/CEFACT (United Nations Centre for Trade Facilitation and Electronic Business) : spécification technique ebXML pour le commerce électronique.

## Domaines d'application
Le RGI a force obligatoire en application de l’ordonnance no 2005-1516 du 8 décembre 2005. Il s'applique donc aux administrations, collectivités territoriales et établissements publics à caractère administratif, mais pourrait trouver l'une de ses limites dans le principe de libre administration des collectivités territoriales.

### Application dans les marchés publics
Les règles techniques, d’organisation et sémantiques du référentiel général d’interopérabilité ont vocation, à l’instar de celles issues du RGS et du RGAA, de formuler des spécifications techniques. Toute prestation réalisée dans le cadre d’un marché public devra être conforme aux stipulations du marché définies par ces spécifications techniques. 
À défaut, ces spécifications techniques pourront être formulées par référence directe aux normes ou autres documents équivalents élaborés par les organismes de normalisation.
La référence aux normes pourra se faire en matière de performances ou d’exigences fonctionnelles, suffisamment précises pour permettre au titulaire d’exécuter le marché conformément à son objet : cahiers d’exigences et/ou cahiers de recette mentionnés dans le RGI, listes de produits et services qualifiés dans le RGS ou référencés dans le RGI, points de contrôle et tests de conformité dans le RGAA. De même, la référence à tout autre outil et méthode mis à disposition dans les référentiels pour en faciliter l’application.
L’évolution de ces référentiels porte donc sur la conception de ces cahiers d’exigences génériques : exemple cahier d’exigence pour une plate-forme de marchés publics, d’un service de publication en ligne (site web) …

## Gouvernance et évolution du RGI
Le décret du 2 mars 2007 place l'élaboration du RGI sous la responsabilité du Ministre chargé de la réforme de l'État.
Il crée également un comité du référentiel général d'interopérabilité, composé :
- de représentants des ministères de l'intérieur, de la défense, des affaires étrangères, de la justice, de l'emploi, des finances, de l'éducation nationale, de l'équipement, de la santé, de l'agriculture et de la culture ;
- de trois représentants des collectivités territoriales, respectivement au titre des régions, des départements et des communes, désignés par le ministre chargé des collectivités territoriales ;
- du président de la Commission nationale de l'informatique et des libertés ;
- de trois représentants des organismes de protection sociale, désignés par le ministre chargé de la sécurité sociale ;
- de quatre personnalités qualifiées choisies pour leur compétence et leur expérience dans le domaine de l'administration électronique et des technologies de l'information et de la communication, désignées par le ministre chargé de la réforme de l'État ;
- du directeur central de la sécurité des systèmes d'information au secrétariat général de la défense nationale.

Ce comité a été supprimé par l'article 1er du décret no 2010-738 du 1er juillet 2010.
Le Premier ministre approuve par arrêté le RGI.
Le RGI est appelé à évoluer et à être complété. En particulier, il doit suivre l'évolution des normes internationales. La version 2 du RGI pourra comprendre notamment des compléments dans le domaine de la sémantique, le chantier relatif aux métadonnées et à tout ce qui s'y rapporte ayant été entrouvert dans la première version. L'interopérabilité dans le domaine de la téléphonie sur protocole IP sera également abordée de façon plus détaillée.
L'évolution du RGI est confiée, depuis février 2011, à la DISIC devenue Direction interministérielle du numérique (DINUM).

## Version 2 du RGI
La version 2 de ce référentiel a été approuvée par l'arrêté du 20 avril 2016 publié au journal officiel. Elle est issue de la version de travail 1.9.10 qui a fait l'objet d'une consultation en avril et mai 2015.
Parmi les changements notables, le format OpenDocument (ODF) devient le seul format recommandé pour les documents bureautiques. Le format Office Open XML est rétrogradé au statut « en observation » en raison de sa complexité et de son manque d’ouverture notamment dans la gouvernance de la norme.
Le communiqué officiel confirme le statut du format ODF, comme standard recommandé.